# Krovînka, Terebovlea
Krovînka (în ucraineană Кровинка) este o comună în raionul Terebovlea, regiunea Ternopil, Ucraina, formată numai din satul de reședință.

## Demografie
Componența lingvistică a comunei Krovînka
     Ucraineană (99,37%)
     Alte limbi (0,56%)
Conform recensământului din 2001, majoritatea populației comunei Krovînka era vorbitoare de ucraineană (99,37%), existând în minoritate și vorbitori de alte limbi.